# 吻兰
吻兰（学名：Collabium chinense），又名柯麗白蘭，为兰科吻兰属下的一个种。

## 扩展阅读
- 維基物種上的相關：吻兰